# 원펀치 (힙합 그룹)
원펀치(1PUNCH)는 원과 김사무엘로 구성된 듀오 그룹이었다. 2015년 싱글 《The Anthem》을 발매했지만, 멤버 원이 YG 엔터테인먼트와 전속 계약을 하자마자 곧바로 해체되었다. 현재 원은 YG 엔터테인먼트에서 솔로로 활동하고 있고 펀치는 본명인 김사무엘로 프로듀스 101 시즌2에 참가하여 좋은 성적을 냈지만, 최종 평가에서 아쉽게 떨어졌다. 그 후, 미리 준비하여 둔 솔로곡으로 데뷔하여 활동하고 있다.

## 이전 구성원
원
- 본명 : 김수인
- 생년월일 : 2005년 4월 12일(20세)
- 출생지 : 대한민국
- 포지션 : 리더, 래퍼
- 활동기간 : 2015년
- 소속 걸그룹 : MEOVV (2024년~)

펀치
- 본명 : 사무엘 아레돈도, 김사무엘
- 생년월일 : 2002년 1월 17일(23세)
- 출생지 : 미국
- 포지션 : 보컬
- 활동기간 : 2015년
- 약력 : 대한민국에서는 2012년 1월 7일 JTBC의 오디션 프로그램 메이드인유 2화에서 얼굴을 알리게 됐다. 1:1 배틀에서 37:63으로 패배했으나, 당시 심사의원이었던 용감한 형제가 캐스팅해 브레이브엔터테인먼트 연습생으로 들어가게 된다. 이후 세븐틴의 데뷔조에 속해 연습생 시절을 같이 보냈다가 브레이브엔터테인먼트로 돌아왔고, 당시 d-Business 소속이였던 원(정제원)과 함께 그룹 원펀치로 세븐틴보다 먼저 데뷔하게 된다. 2015년 YG (feat. Krayzie Bone) - Cash Money의 피쳐링 및 뮤직비디오에 참여하고, 다음 해에 사일렌토와 함께 싱글 앨범 "Spotlight"을 내기도 했다.

## 음반 목록
싱글 앨범
- 2015: The Anthem